# Драгослав Мутаповић
Драгослав Мутаповић (Прислоница, код Чачка, 8. октобар 1912 — Београд, 2. децембар 1990), учесник Народноослободилачке борбе, друштвено-политички радник СФР Југославије и СР Србије и народни херој Југославије.

## Биографија
Рођен је 8. октобра 1912. године у селу Прислоници, код Чачка. Потиче из сељачке породице. После завршене основне школе, у родном месту, похађао је Чачанску гимназију, коју је завршио 1932. године. Потом је студирао на Пољопривредно-шумарском факултету у Земуну, на коме је дипломирао 1938. године.
У омладински револуционарни покрет ступио је још као ученик виших разреда гимназије, учествујући у штрајку ученика Чачанске гимназије и демонстрацијама сиромашних сељака против дугова. За време студија у Београду, активно је учествовао у револуционарном студентском покрету и 1935. године је примљен у чланство Савеза комунистичке омладине Југославије (СКОЈ). Због учешћа на демонстрацијама био је ухапшен 1. фебруара 1935. године и послат у концентрациони логор у Вишеграду, у коме је остао до његовог затварања 20. марта.
Године 1936. примљен је у чланство Комунистичке партије Југославије (КПЈ), а војни рок је служио током 1937. и 1938. године у Инжињеријској ђачкој чети у Шапцу. Године 1938. после завршетка војске и дипломирања, запослио се најпре у расаднику, а потом у Министарству пољопривреде. У Министарству је био организовао партијску ћелију и са њом руководио све до напуштања Београда и одласка у партизане, октобра 1941. године.

### Народноослободилачка борба
После окупације Краљевине Југославије, у Београду је учествовао у организовању илегалних акција против окупатора. Августа 1941. је учествовао у акцији прихватања другарица, које су успеле да побегну из затворског одељења болнице у Видинској улици. Због све учесталијих хапшења чланова и сарадника Народноослободилачког покрета (НОП), октобра 1941. године је морао да напусти окупирани Београд и пређе на Рудник, где је убрзо преузео дужност заменика политичког комесара Таковског партизанског батаљона. Са овим батаљоном учествовао је у борбама за ослобођење Горњег Милановца и одбрану Чачка, од напада четника.
После Прве непријатељске офанзиве и повлачења главнине партизанских снага у Санџак, одлуком Главног штаба НОП одреда Србије постављен је за политичког комесара Чачанског партизанског батаљона. Када је овај батаљон 1. марта 1942. године укључен у састав тада формиране Друге пролетерске ударне бригаде, Драгослав је постао политички комесар Другог чачанског батаљона. На овој дужности остао је до септембра 1942. када је одлуком Врховног штаба НОП и ДВЈ именован за заменика политичког комесара Друге крајишке ударне бригаде. Са овом бригадом учествовао је у борбама за ослобођење Јајца и Бихаћа, новембра 1942. године.
У пролеће 1943. године постављен је за политичког комесара Друге крајишке бригаде, а септембра исте године је пребачен у Прву пролетерску ударну бригаду, где је обављао дужност руководиоца Политодјела. Са Првом пролетерском бригадом учествовао је у борбама око Травника и Дувна и у Далмацији. За политичког комесара Шесте личке пролетерске дивизије постављен је 12. децембра 1943. године. Са личким пролетерима учествовао је у борбама око Јајца и у одлучујућим борбама током немачког десанта на Дрвар, 25. маја 1944. године. Потом је у лето и јесен 1944. године учествовао у продору јединица НОВЈ у Србију, а посебно се истакао у борбама око Пожеге, као и за ослобођење Ваљева и Београда. Већник је Другог заседања АВНОЈ-а.

### Послератни период
Одмах после ослобођења Београда, октобра 1944. године напустио је јединицу и преузео дужност првог секретара Градског комитета КПЈ Београда и секретара Градског одбора Народног фронта. Крајем 1944. године постао је и члан Главног одбора Народног фронта Србије.
Од јуна 1948. до 1951. године био је министар у Влади НР Србије, а потом заменик председника Савета за пољопривреду и шумарство Владе ФНРЈ. Од 1953. године је био члан Извршног већа Скупштине НР Србије, а потом Савезни секретар за пољопривреду и шумарство у Савезном извршном већу (СИВ). Године 1958. је постао члан Извршног већа Скупштине НР Србије, председник Скупштинског одбора за привреду и председник Савета за просвету. Био и члан Главног одбора Социјалистичког савеза радног народа Србије.
За члана Централног комитета Савеза комуниста Србије, биран је од Другог конгреса, јануара 1949. године. Више пута је био биран за посланика Народне скупштине НР Србије, а од 1963. до 1967. је био посланик Савезне скупштине СФРЈ. Од 1975. године је био члан Савета федерације.
Дана 22. августа 1983. године, на сахрани Александра Ранковића у Алеји народних хероја на Новом гробљу у Београду, Мутаповић је био један од говорника.
Умро је 2. децембра 1990. године у Београду. Кремиран је и сахрањен на Новом гробљу у Београду.
Носилац је Партизанске споменице 1941. и осталих југословенских одликовања, међу којима су — Орден братства и јединства са златним венцем, Орден заслуга за народ за златном звездом, Орден заслуга за народ са сребрним зрацима, Орден партизанске звезде са златним венцем и Орден за храброст. Орденом народног хероја одликован је 27. новембра 1953. године.